# 螺沟藻属
螺沟藻属（学名：Spiraulax）是多甲藻目下的一个属。科的地位未定。

## 下属物种
本属包括以下物种：
- Spiraulax jolliffei (G.Murray & F.Whitting) Kofoid
- 柯氏螺沟藻 Spiraulax kofoidii Graham